# Пелопоннес (фема)

Византийская Греция около 900 года

Фема Пелопоннес (греч. θέμα Πελοποννήσου) — византийская фема (административно-правовое образование), расположенная на территории одноимённого полуострова в южной Греции. Фема была основана около 800 года с центром в Коринфе.

## История
Пелопоннес, или по крайней мере области, контролируемые Византийской империей, входили в состав фемы Эллада с конца VII века. Однако около 800 года Эллада была разделена на две фемы, одна из которых охватывала территорию востока Центральной Греции и Фессалию и сохранила своё старое имя, а Пелопоннес стал отдельной фемой. Первый известный стратиг фемы Пелопоннес был Лев Склир, упомянутый в 811 году (или, может быть, уже в 805 году), который предположительно стал первым, кто вообще занял эту должность. Формирование новой фемы напрямую связано с стремлением византийского правительства укрепить контроль над славянскими племенами, которые поселились в большей части Греции, также как и переселение в регион греков из Италии и Малой Азии.
Стратиг Пелопоннеса занимает первое место в иерархии западных (то есть европейских) стратигов фем. Главными его задачами были контроль над славянскими племенами и управление внутренними делами, а также оборона от набегов арабов, которые были частыми в IX—X веках. Среди подчиненных ему должностных лиц турмарх отвечал за оборону побережья и под его командованием находилась эскадра из четырёх хеландиев (военные корабли в Византии). Византийское завоевание Крита в 961 году положило конец находившемуся там пиратскому эмирату и Пелопоннес пережил значительный расцвет.
С конца X века правительство фемы часто объединялось с правительством Эллады и в конце XI века этот союз стал постоянным, когда обе области находились под контролем великого дуки, главнокомандующего византийского флота. Из-за отсутствия последнего в провинции, однако, местная администрация осталась под начальством местного претора, чья должность часто занималась такими уважаемыми чиновниками, как ученые-юристы Алексей Аристин и Николай Агиофеодорит. Объединённая фема Эллада-Пелопоннес была разделена в течение XII века на небольшие районы: ории, хартулараты и епискепсии.
Пелопоннес оставался под византийским контролем до начала XIII века (1205 год), когда после четвёртого крестового похода и падения Константинополя там было основано Ахейское княжество.